# Cristina Fernández de Kirchner
Pour les articles homonymes, voir Kirchner.
Cristina Fernández de Kirchner — appelée Cristina Fernández dans les pays hispanophones, ou parfois Cristina Kirchner —, née Cristina Elisabet Fernández le 19 février 1953 à La Plata, est une femme d'État argentine. Elle est présidente de la Nation de 2007 à 2015 et vice-présidente de 2019 à 2023.
Mariée à Néstor Kirchner, elle est Première dame d'Argentine de 2003 à 2007. Elle est élue sénatrice de Buenos Aires en 2005 sur les listes du Front pour la victoire-Parti justicialiste ; au sein du PJ, elle est tenante d'une ligne de centre gauche alors que des tendances de centre droit s'expriment.
Elle succède à son mari à la tête du pays en 2007, après avoir été élue avec 45,3 % des suffrages exprimés. Elle devient la première femme élue présidente de la Nation, et la deuxième à exercer cette fonction après Isabel Perón. Réélue en 2011 avec 54,1 % des voix au premier tour, elle ne peut briguer un troisième mandat consécutif et voit le candidat qu’elle soutient, Daniel Scioli, s’incliner face au candidat de centre droit Mauricio Macri.
À l'issue de l'élection présidentielle de 2019, elle est élue vice-présidente argentine en tant que colistière d'Alberto Fernández. Elle quitte cette fonction et ne brigue plus aucun mandat électif en 2023.
À partir de 2013, elle fait face à des accusations et inculpations, principalement pour des délits financiers. En 2022, elle est reconnue coupable « d'administration frauduleuse » au préjudice de l'État : elle est condamnée à six ans de prison et à une inéligibilité à vie. Elle purge actuellement sa peine en résidence surveillée.

## Situation personnelle

### Formation

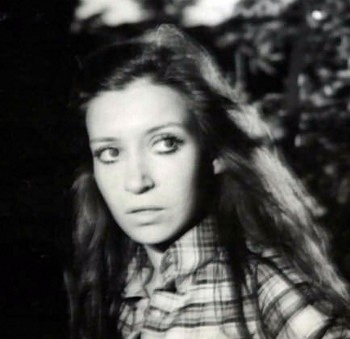
Cristina Kirchner dans les années 1970.

Cristina Fernández étudie à l’École des sciences légales et sociales de l’université nationale de La Plata (dans la province de Buenos Aires) et obtient le diplôme d’avocate, en 1979.

### Vie privée et familiale
Militant dans la Jeunesse universitaire péroniste, elle y rencontre Néstor Kirchner, avec qui elle se marie le 9 mars 1975. À la suite du coup d’État de mars 1976, le couple décide de s’installer à El Calafate, en Patagonie (province de Santa Cruz), afin d’échapper à la répression. Ils y ouvrent une étude juridique. Deux enfants vont agrandir la famille : Máximo et Florencia.

## Parcours politique

### Débuts

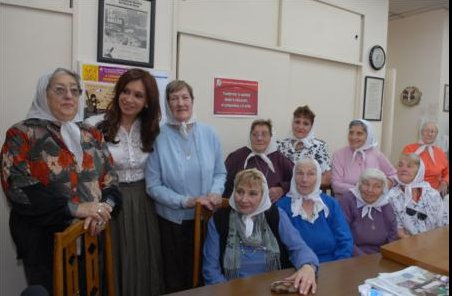
de la fondation des Mères de la place de Mai, en présence de Cristina Fernández de Kirchner, alors sénatrice.

Après le retour de la démocratie, Cristina Fernández de Kirchner est élue députée de l’Assemblée de Santa Cruz en 1989 et réélue en 1993. Deux ans plus tard, elle est élue sénatrice fédérale dans la circonscription de Santa Cruz, puis, en 1997, députée fédérale, avant de revenir au Sénat en 2001.

### Première dame
En 2003, elle devient Première dame de la Nation argentine, son époux Néstor Kirchner ayant remporté l'élection présidentielle sur la liste du Front pour la victoire-Parti justicialiste (FPV-PJ). Aux élections législatives de 2005, la première dame est élue sénatrice, dans la province de Buenos Aires, avec plus de 26 % de suffrages que sa rivale péroniste Hilda González, épouse du prédécesseur de Kirchner à la tête de l’État, Eduardo Duhalde.

### Élection présidentielle de 2007

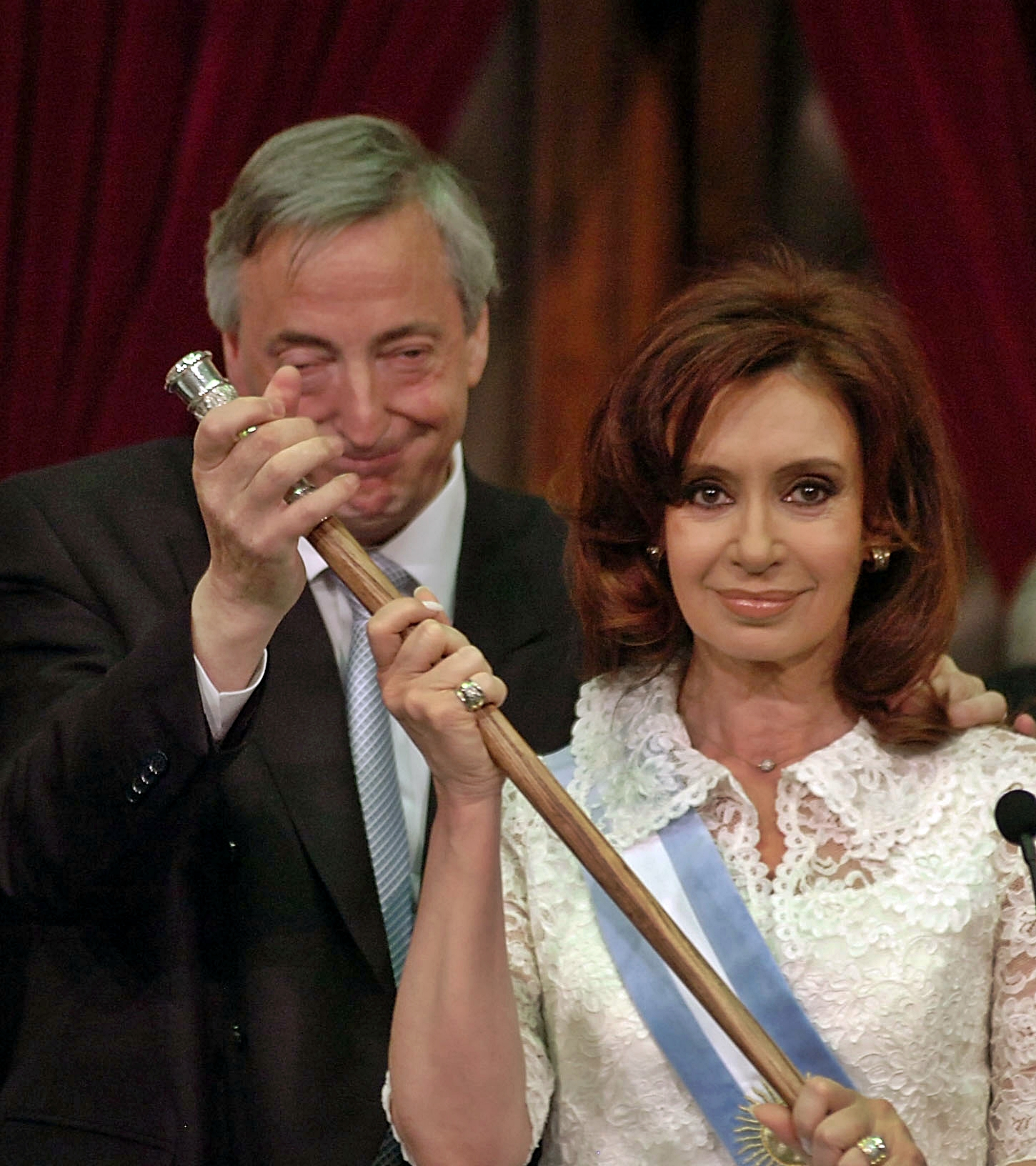
Passation de pouvoirs entre Cristina Fernández de Kirchner et son époux, le 10 décembre 2007 à Buenos Aires.

Le 2 juillet 2007, Alberto Fernández, chef de cabinet du président, annonce le lancement officiel de la candidate du Front pour la victoire, Cristina Fernández de Kirchner, au cours d'un grand meeting électoral à La Plata.
Sans surprise, le 28 octobre 2007, en obtenant 45,29 % des voix face à l'ex-députée radicale Elisa Carrio (qui représente la coalition civique, de centre gauche et qui recueille quelque 23 % des suffrages exprimés), elle est élue dès le premier tour de l'élection présidentielle. Son colistier Julio Cobos, dissident de l'Union civique radicale (UCR), devient vice-président. Par ailleurs, le Front pour la victoire obtient la majorité dans les deux Chambres en profitant des élections partielles qui se tiennent le même jour.
Elle devient la deuxième femme à accéder à la fonction de président de la Nation argentine, après Isabel Martínez de Perón.

### Présidente de la Nation

#### Cabinet

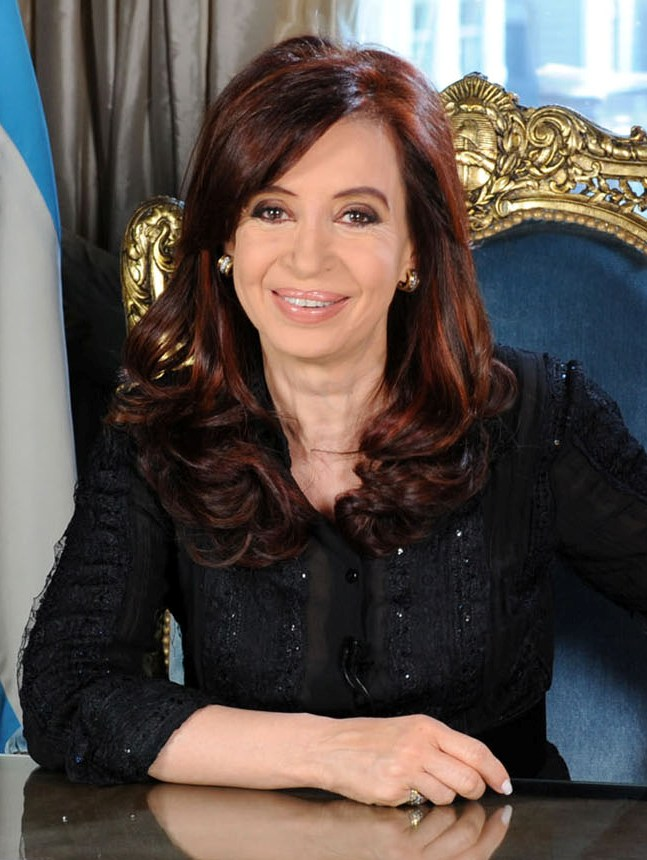
Cristina Fernández de Kirchner en 2010.

Tout en maintenant sept ministres de Néstor Kirchner, Cristina innove dans la composition du gouvernement, qui compte douze ministres, en créant un ministère de la Science, de la Technologie et de l'Innovation productive, attribué au biochimiste Lino Barañao. À la suite de la crise économique mondiale, elle crée aussi, en novembre 2008, un ministère de la Production, détaché du ministère de l'Économie, et l'attribue à l'économiste Débora Giorgi, qui avait été secrétaire d'État du gouvernement radical de Fernando de la Rúa (1999-2001). Enfin, elle opère un remaniement ministériel à la suite du recul du Front pour la victoire, lors des élections générales partielles de juin 2009, et transforme alors le secrétariat à l'Agriculture, qui dépendait auparavant du ministère de l'Économie, en département ministériel à part entière.

#### Politique intérieure

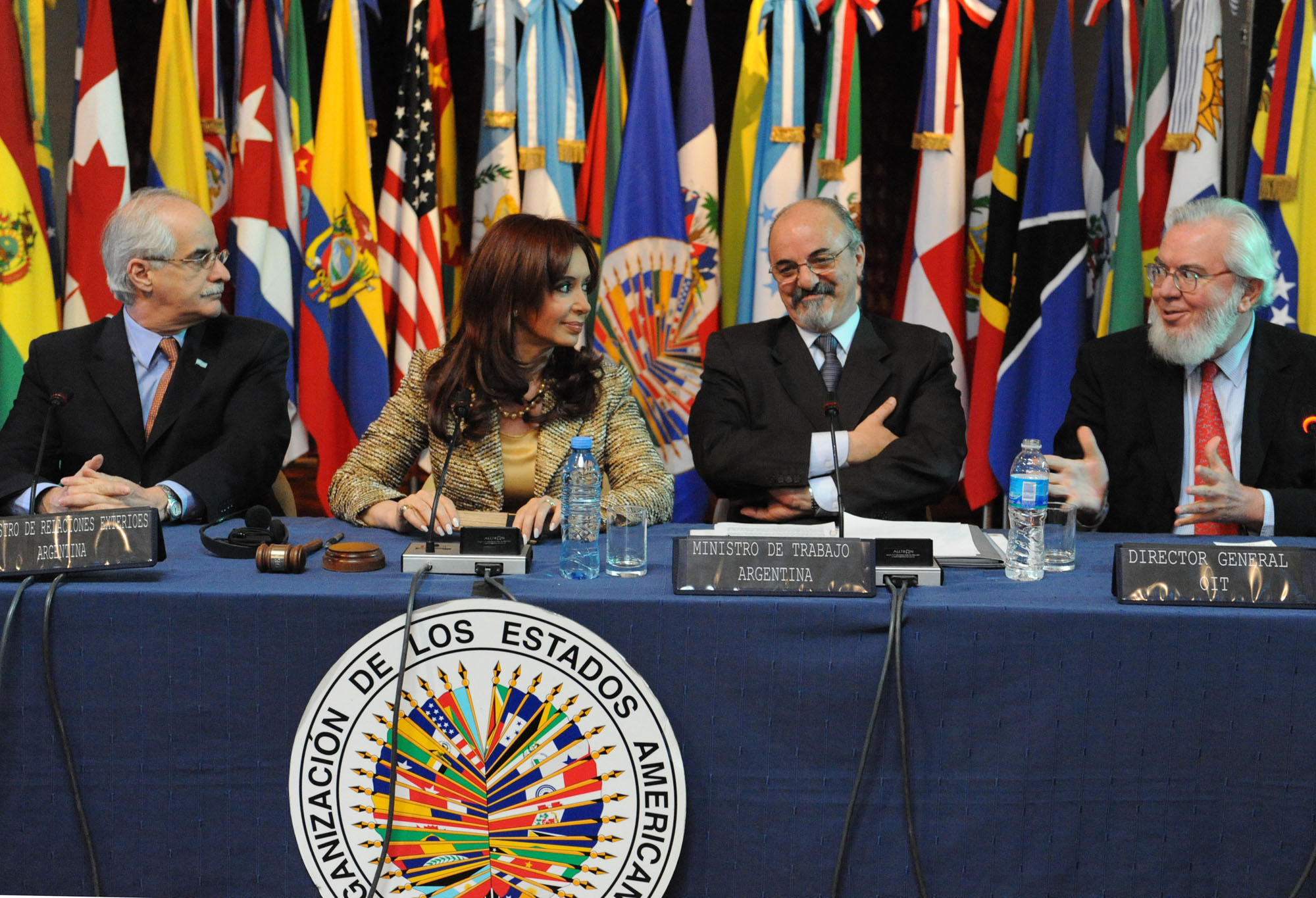
Cristina Fernández de Kirchner (deuxième en partant de la gauche) à l’inauguration de la XVIe Conférence interaméricaine des ministres du Travail (CIMT) de l'OEA, à Buenos Aires, en 2009.

Sous l'effet de la crise mondiale, la croissance passe de 8,8 % en 2007 à 6,8 % en 2008. Bien que populaire, le Front pour la victoire a perdu la majorité parlementaire lors des élections générales et partielles du 28 juin 2009. Invoquant l'urgence de répondre à la crise, Kirchner décide, en mars 2009, de provoquer des élections anticipées.
Par ailleurs, le vice-président Julio Cobos, qui fait partie des Radicales K (groupe dissident de l'UCR exclu pour son appui au Front pour la victoire), vote contre le projet de loi du gouvernement concernant l'agriculture : une partie des Radicales K, menés par Cobos, a ainsi rejoint l'opposition, conduisant ainsi à une situation inédite de cohabitation au sein même de l'exécutif,.

##### Conflit de 2008 avec les organisations patronales agricoles
Kirchner tente alors, en mars 2008, d'augmenter les taxes à l'exportation sur le soja et le tournesol de 35 à 45 %, ce qui suscite un conflit avec les organisations patronales du secteur agricole (es) (avec de grandes manifestations) qui dure jusqu'en juillet 2008 et affecte lourdement sa popularité. Le soja, à plus de 90 % transgénique en Argentine, et ses produits dérivés représentent 36 % des exportations argentines, l'Argentine étant elle-même 3e exportatrice mondiale de soja.
Finalement, le conflit, qui voit une bonne partie de l'Union civique radicale (UCR) et de la Coalition civique (opposition de centre gauche) soutenir les organisations patronales, conduit à la démission du ministre de l'Économie Martín Lousteau, remplacé dès lors par Carlos Rafael Fernández, lequel démissionne également à la suite de la défaite électorale du Front pour la victoire (coalition péroniste) lors des élections générales partielles du 28 juin 2009.

##### Relance de la consommation, grands travaux et nationalisations

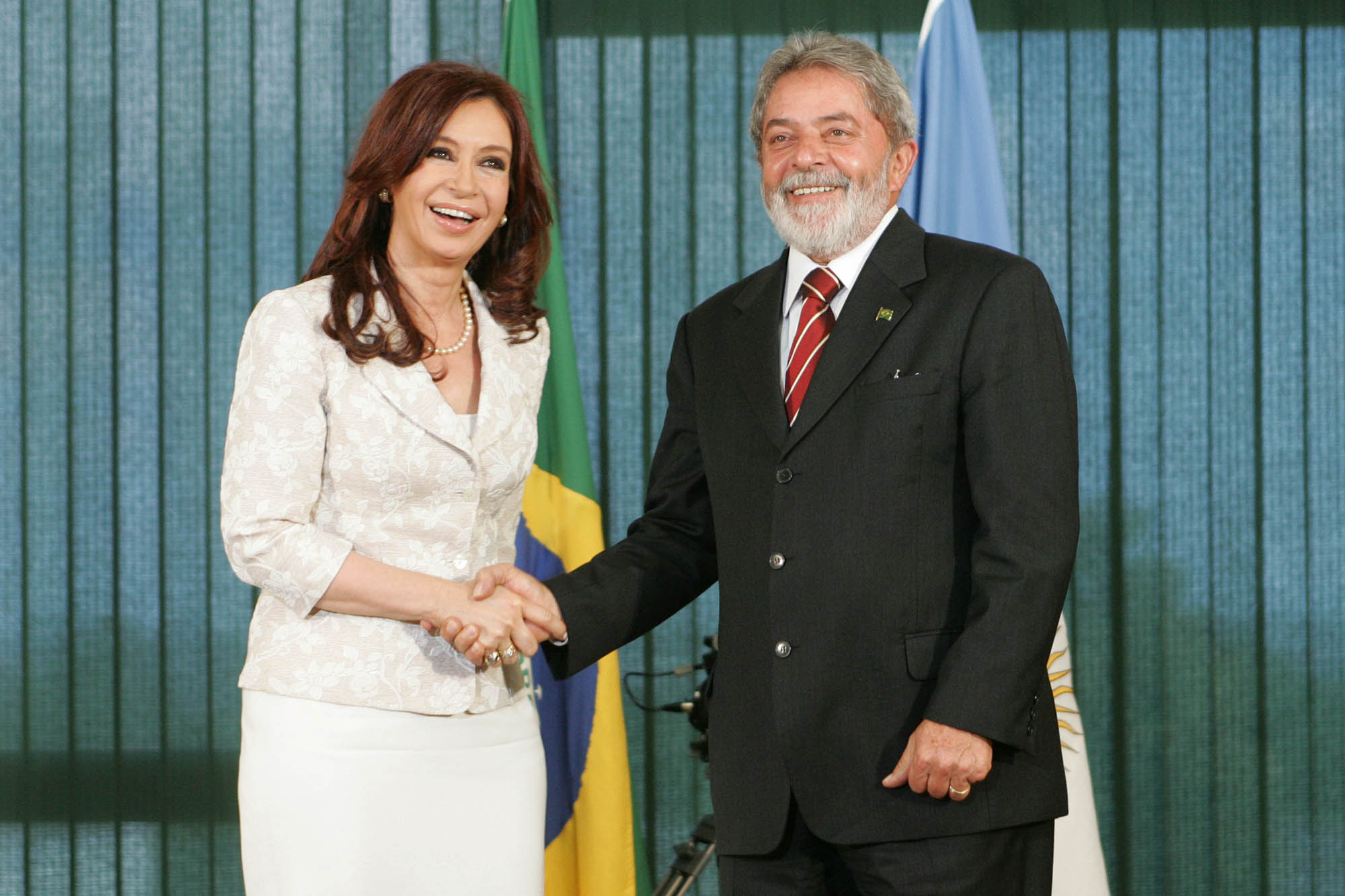
Cristina Fernández de Kirchner et son homologue brésilien, Luiz Inácio Lula da Silva (2007).

Par ailleurs, le gouvernement met en place un programme de grands travaux (21 000 millions de dollars) destinés à relancer l'économie, ainsi qu'un programme de prêts à faibles intérêts pour soutenir la consommation. Celui-ci est appuyé par les principaux syndicats du pays (notamment la CGT et la CTA), les organisations patronales industrielles comme l'Union industrielle argentine (UNI) et les coopératives rurales (CONINAGRO), mais critiqué par les organisations patronales rurales comme la Société rurale argentine (SRA) et la Fédération agraire argentine (FAA). Le FMI a quant à lui refusé d'inclure l'Argentine dans son plan anti-crise, en alléguant ses « antécédents négatifs » (la crise de 2001-2002, largement provoquée par les décisions du FMI lui-même).
Le Congrès approuve le 3 septembre 2008 le plan de recapitalisation et de nationalisation des compagnies aériennes Aerolíneas Argentinas (exproprié à la suite d'une décision judiciaire argentine à la firme espagnole Marsans) et Austral Líneas Aéreas (loi no 26 412), privatisées sous la présidence de Carlos Menem.
Enfin, la firme d'aviation militaire (FMA), également privatisée sous Menem et devenue filiale de Lockheed Martin, fut nationalisée en mai 2009 avec un large appui de la Chambre des députés (152 voix pour, une contre, 21 abstentions). Lockheed 
devrait être indemnisé à hauteur de 27 millions de dollars.
Par ailleurs, la présidente Fernández de Kirchner met en place en octobre 2009 l'allocation universelle pour enfant (es), un système d'allocations familiales destinées aux familles de chômeurs ou travaillant au noir et ne recevant aucune autre aide. D'un montant de 180 pesos, augmenté en octobre 2010 à 220 pesos, ces allocations sont versées pour environ 3,6 millions d'enfants. De façon générale, la politique sociale de Kirchner permet de faire baisser le taux de pauvreté de 26 à 22 % en 2010, sortant ainsi de la misère entre 1,4 et 1,8 million de personnes.

##### Nationalisation des fonds de pension de retraite
Cristina Fernández de Kirchner annonce en 2008 un plan de nationalisation des fonds de pension privés, qui détenaient entre 24 et 28 milliards de dollars, afin de mettre les retraites à l'abri des remous des marchés financiers globaux. Ces fonds de pension, gérés par l'Administrateur du Fonds de pension (AFP) (es), avaient été créés en 1993 par le gouvernement Menem.
Le projet de loi, qui a établi le Sistema Integrado Previsional Argentino (SIPA), est voté le 20 novembre 2008 avec l'appui de secteurs de l'opposition (dont le PS et l'ex-sénateur de l'ARI José Martínez,), tandis que la Coalition civique, l'UCR et la droite (Proposition républicaine) votent contre (162 députés pour, 75 contre ; 46 sénateurs pour, 18 contre).
Cela suscite une baisse immédiate de la Bourse d'Argentine et d'Espagne ainsi qu'une fuite des capitaux. Le Monde diplomatique présente l'opération comme le rétablissement d'un système de retraites par répartition. Néanmoins, selon la loi, l'argent ainsi contrôlé par l'État ne peut être utilisé que pour payer les retraites, tandis qu'une commission bilatérale et un conseil, composés de chefs d’entreprise, de salariés, de retraités, de fonctionnaires, de banquiers et d'élus sont mis en place pour l'administrer. Par ailleurs, le nouveau système instaure l'égalité des pensions entre hommes et femmes.

##### Droit du travail et régularisation des sans-papiers

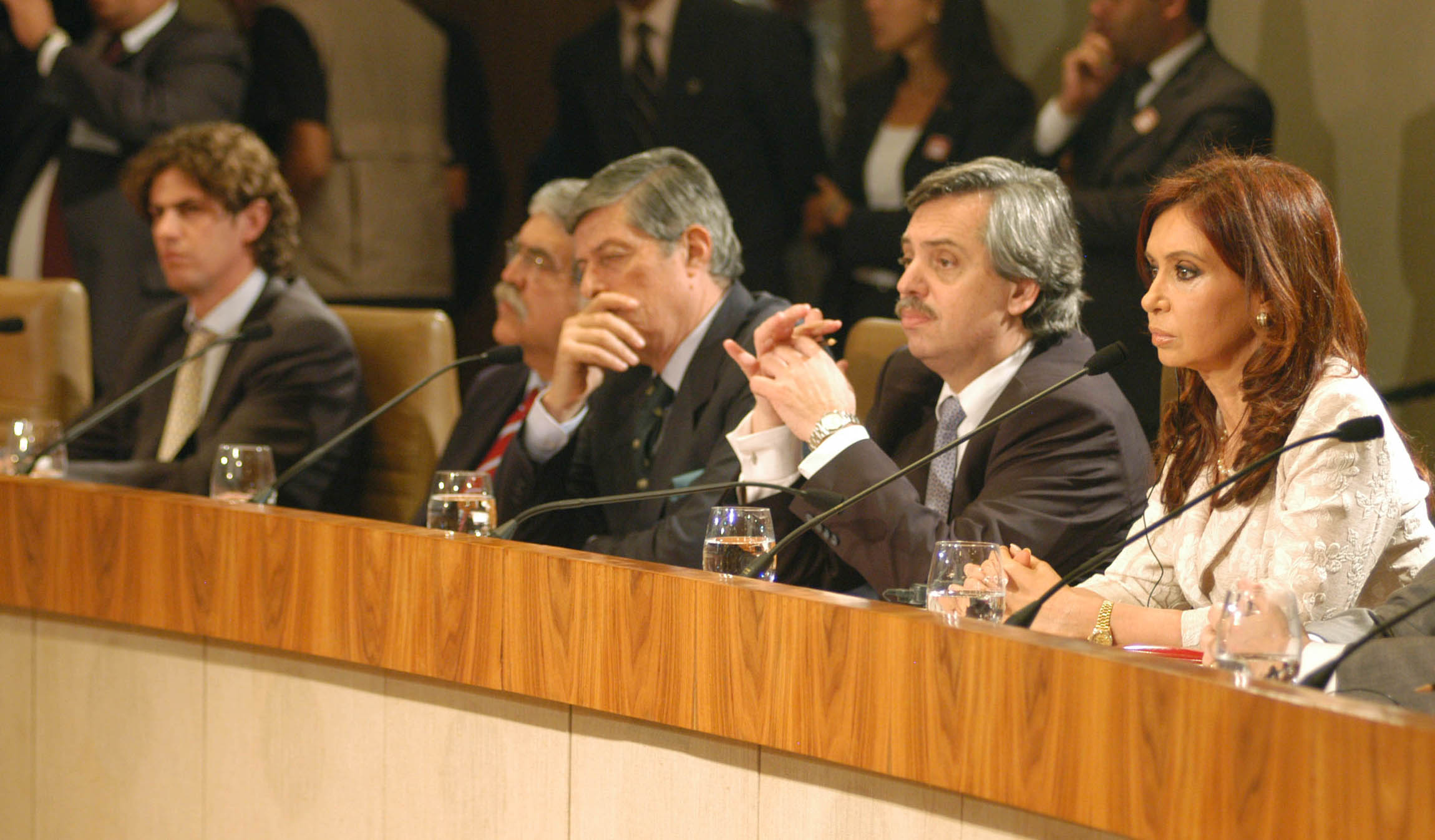
Cristina Fernández de Kirchner et ses ministres.

En matière de droit du travail, le gouvernement conclut aussi de nombreuses conventions collectives (plus que les années précédentes), concernant les salaires mais améliorant aussi les conditions de travail (création de comités d'hygiène et de sécurité ; décret no 1694-2009, augmentant les indemnisations d'accidents du travail, qui avaient été plafonnées sous Menem,).
Enfin, Kirchner a continué le Plan Patria Grande mis en place en 2006 par son prédécesseur, qui vise la régularisation des sans-papiers provenant du « Mercosur amplifié » : plus de 144 000 sans-papiers (majoritairement du Paraguay — plus d'un tiers —, de la Bolivie — environ un quart — et du Pérou, mais aussi plus de 4 000 des États-Unis) ont ainsi été régularisés, faisant un total de plus de 700 000 régularisations depuis 2006. Seules 40 personnes ont été expulsées en 2008, presque toutes ayant été impliquées dans des trafics de stupéfiants (nonobstant les refoulements à la frontière). Le gouvernement pénalise le travail dissimulé en condamnant les patrons, mais s'évertue à faciliter la situation des employés sans-papiers.

##### Politique des droits de l’homme et relations avec l’armée

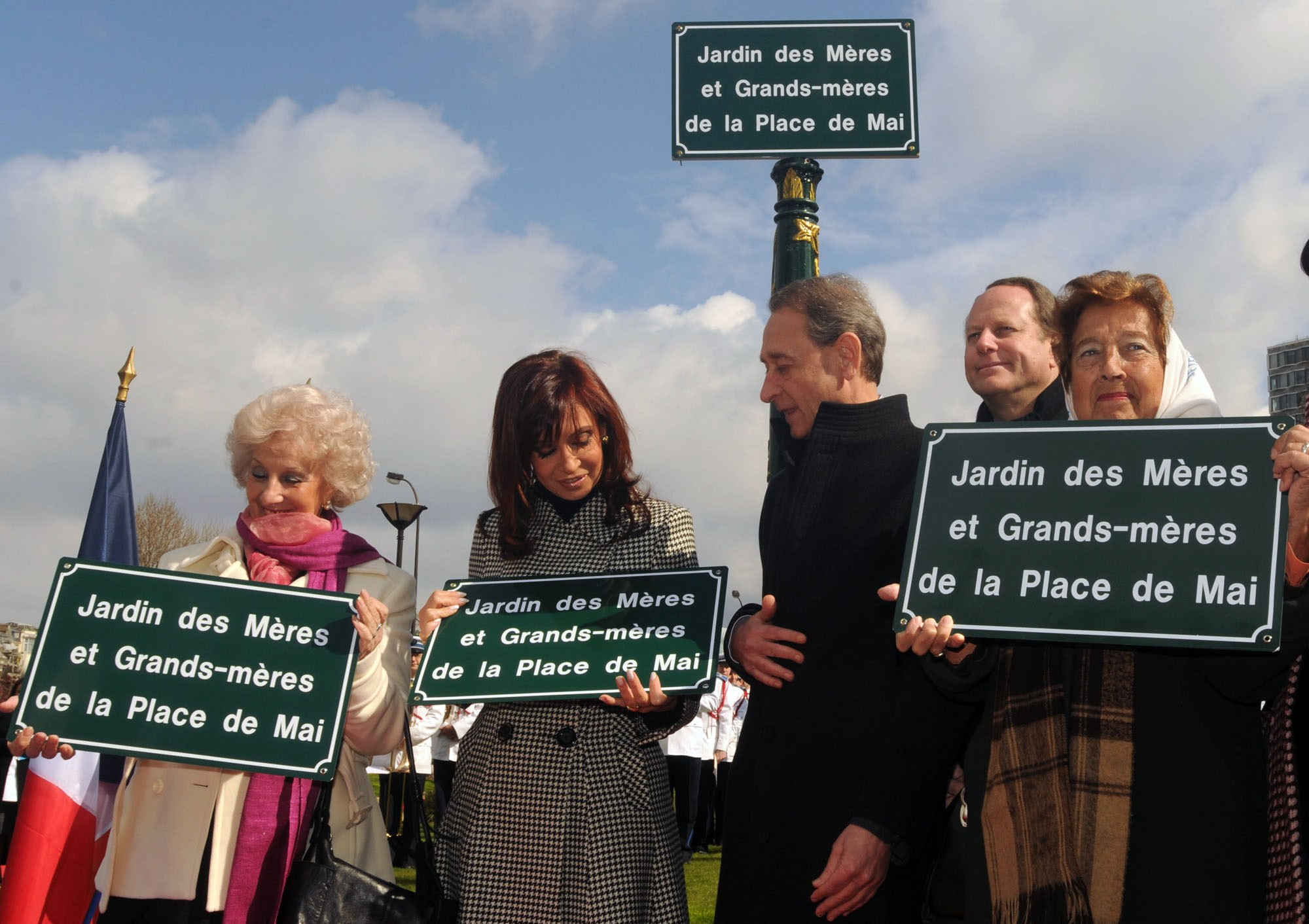
Cristina Fernández de Kirchner (deuxième en partant de la gauche) lors de l’inauguration du Jardin des Mères et Grands-mères de la place de Mai, à Paris, en 2008.

La ministre de la Défense Nilda Garré impulse la réforme du droit militaire, abrogeant le Code de justice militaire qui permettait aux militaires d’être jugés par des juridictions spéciales, ainsi que, dans le même temps, la peine de mort, qui avait été abrogée en 1984 pour les délits communs mais demeurait en vigueur pour plus de 50 cas différents ; un délit pénal de harcèlement sexuel est ajouté, les soldats étant désormais jugés par les juridictions de droit commun (sauf en temps de guerre). Le projet de loi fut approuvé, en 2008, à l’unanimité des sénateurs présents (60 voix pour).
Par ailleurs, Kirchner continue les gestes symboliques initiés par son mari concernant la réhabilitation de la gauche argentine et la critique de l'extrême-droite, en inaugurant ainsi en novembre 2008 le buste du président Héctor José Cámpora (mai-juillet 1973) à la Casa Rosada.
En décembre 2008, elle se déclare scandalisée par l'arrêt de la Cour de cassation qui a ordonné la libération de 21 militaires accusés de crimes contre l'humanité commis sous la dictature militaire (1976-1983), dont le général et ex-ministre Díaz Bessone, l'amiral Jorge Acosta et le capitaine Alfredo Astiz, au motif que la détention provisoire avait excédé une durée de trois ans. Ce faisant, elle rejoignait le sentiment des organisations de défense des droits de l'homme. Finalement, le secrétaire aux Droits de l'homme Eduardo Luis Duhalde a sollicité le Conseil de la magistrature pour qu'il initie une procédure de destitution des magistrats ayant voté cet arrêt (en particulier les destitutions de Guillermo Yacobucci et de Luis García), tandis que le procureur Raúl Pleé faisait un appel suspensif de la décision. La décision judiciaire ne couvre de toute façon pas l'ensemble des affaires concernant les militaires (mais seulement le procès de l'ESMA) qui demeurent donc en détention.
Début janvier 2010, Cristina Fernández de Kirchner signe le décret no 4-2010 avec les ministres de la Justice et de la Défense Julio Alak et Nilda Garré, décret qui déclassifie l'ensemble des archives de la dictature militaire (1976-1983) (à l'exception de ceux concernant la guerre des Malouines et tout conflit interétatique), permettant leur utilisation par les magistrats ; le décret pourrait couvrir des violations des droits de l'homme commises par la suite, et, peut-être, avant. Cela a notamment permis à la justice d'obtenir les noms des membres du Bataillon d'Intelligence 601, l'un des fers-de-lance du terrorisme d'État et de son extension à toute l'Amérique via l'Opération Charly.
Elle avait déjà créé, par un décret du 16 décembre 2003, les Archives nationales de la Mémoire (es) chargées de recueillir les données concernant la dictature.
Par ailleurs, elle crée une commission d'enquête sur les circonstances de la vente forcée de Papel Prensa, une papeterie cédée après le coup d'État à trois journaux argentins, Clarín, La Nación et La Razón.

##### Loi sur la radiodiffusion et liberté d'expression

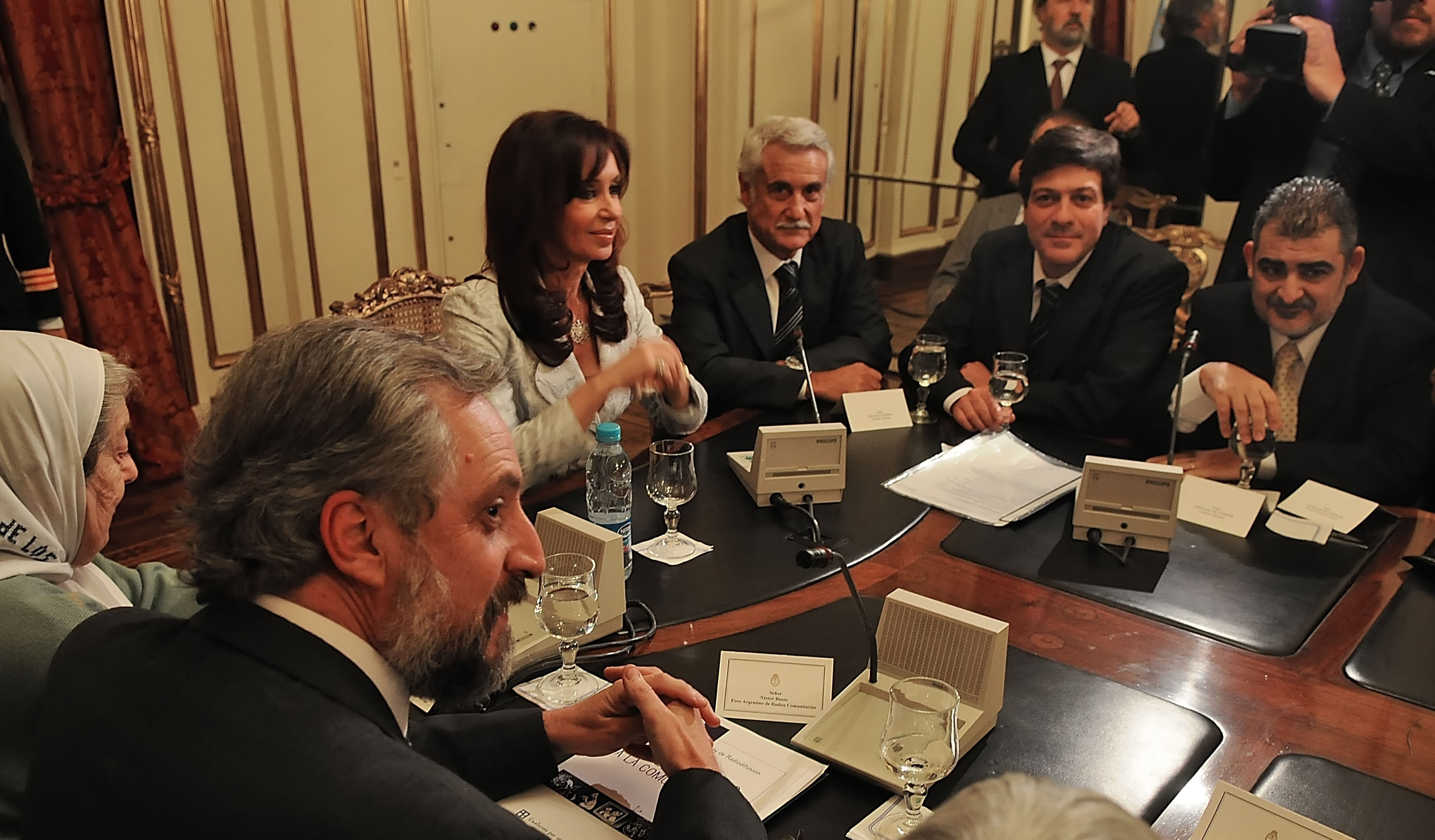
Cristina Fernández de Kirchner avec le secrétaire aux Médias, Enrique Albistur, le président du Comité fédéral de radiodiffusion, Gabriel Mariotto et quelques représentants de la Coalition pour une radiodiffusion démocratique.

Kirchner fait également approuver par le Congrès une loi importante concernant les médias, le cadre juridique préexistant datant du général Videla. Une partie de l'opposition ayant demandé que le projet de loi, qualifié de « petite révolution médiatique » par Reporters sans frontières (RSF), ne soit examiné qu'après les élections de juin 2009, celui-ci est présenté en août et promulgué en octobre 2009.
Par ailleurs, un projet de loi, approuvé par le Sénat le 18 novembre 2009, dépénalise les délits de calomnie et d'injure publique lorsqu'il s'agit d'intérêts publics (elle considère ainsi qu'il ne peut y avoir de tel délit dès lors que les propos concernent des affaires d'intérêt public, allant plus loin que la doctrine de mauvaise foi retenue par la jurisprudence, qui obligeait à faire la preuve que le prévenu avait sciemment tenté de porter atteinte à la réputation d'autrui). Cette initiative en faveur de la liberté d'expression, et qui met fin à un vieux serpent de mer de la politique argentine, a reçu les félicitations du Comité pour la protection des journalistes, une ONG basée à New York,, et de RSF. La France elle-même récompense le Centre d'études légales et sociales (CELS) d'Horacio Verbitsky d'un Prix des droits de l'homme pour avoir œuvré en faveur de cette réforme,.
La loi no 26 522 sur les médias déclare les radiofréquences des biens publics, pouvant être accordés pour des concessions de 10 ans (renouvelables) à la suite d'appels d'offres. L'audiovisuel est lui-même qualifié d'« intérêt public », c'est-à-dire qu'il ne constitue pas un service public, étant mis en œuvre par des institutions non gouvernementales, mais les concessions sont librement accordées, au lieu d'être vendues (ou louées).
La loi distingue entre médias associatifs (auxquels un tiers de l'espace audiovisuel est réservé), médias à but lucratifs et médias publics ; limite la constitution d'oligopoles et prévoit des mesures d'appui aux médias associatifs des peuples autochtones.
Par ailleurs elle impose des seuils de diffusion minimaux de 70 % de production nationale, 30 % de musique nationale et 50 % de musique produite par des indépendants, régulant aussi la publicité. Une Autorité fédérale des Services de la Communication audiovisuelle (es) est chargée de l'application de la loi, remplaçant le Comité fédéral de Radiodifusión, dans lequel l'armée avait une influence importante (depuis Raúl Alfonsín, ce Comité avait cependant été suspendu sans être abrogé). Enfin, elle prévoit l'arrêt de la télévision analogique.
Le projet est adopté par la Chambre des députés en septembre 2009, avec 147 voix pour, 4 contre et une abstention — l'opposition (Union civique radicale, Coordination civique, Proposition républicaine' et le « péronisme dissident », de droite, c'est-à-dire le duhaldisme, le félipisme et Francisco de Narváez) s'est absentée (ou a voté contre au Sénat). Mais ce projet était soutenu par la majorité (Front pour la victoire-Parti justicialiste) et plusieurs groupes de l'opposition, dont le Parti socialiste (à une exception près) et divers partis de gauche.
Au niveau de la société civile, les principaux syndicats et les ONG ont défendu le projet, tandis que les grands groupes de médias tels Clarín (qui détentait 264 licences de diffusion) et le grupo Uno s'y sont opposés, ainsi que l'ADEPA (Association des entreprises audiovisuelles).
Les relations avec la PDG de Clarín, Ernestina Herrera de Noble, sont également tendues pour d'autres raisons : Cristina Fernández de Kirchner s'est en effet prononcée en faveur d'une loi qui rendrait les tests ADN obligatoires lorsqu'il en va d'affaires liées aux crimes contre l'humanité. Or, les Grands-mères de la place de Mai ont demandé à la justice de contraindre les deux enfants de la PDG à délivrer leur ADN à la justice, soupçonnant qu'il s'agisse de bébés enlevés sous la dictature.

##### Conflit avec la Banque centrale (2009-2010)

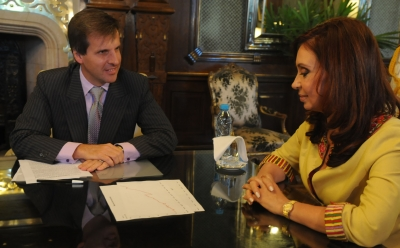
La présidente Cristina Fernández de Kirchner reçoit en mars 2008 le président de la Banque centrale argentine Martín Redrado, qui l'informe que les réserves de la BCA s'élèvent à 50 milliards de dollars.

En janvier 2010, son vice-président, Julio Cobos, déclare sa candidature à l'élection présidentielle de 2010, se posant (à l'instar de Duhalde) comme rival et adversaire de Kirchner, tandis que celle-ci destitua le 7 janvier 2010 le président de la Banque centrale argentine, Martín Redrado, de ses fonctions, à la suite d'un conflit concernant l'usage de fonds pour rembourser la dette publique. Kirchner avait créé, le 14 décembre 2009, le Fondo del Bicentenario (es) (qui devait être doté de plus de 6,5 milliards de dollars) par un décret-loi, destiné à payer les intérêts de la dette, mais Redrado se refusait à alimenter le fonds.
Kirchner ouvre alors des poursuites contre Redrado, l'accusant d'insoumission, notamment dans son refus d'accepter la création du Fondo del Bicentenario para el Desendeudamiento y la Estabilidad (Fonds du bicentenaire pour le désendettement et la stabilité). Cependant, la juge fédérale María José Sarmiento maintient Redrado à son poste, et le 12 janvier, le ministre de l'Économie Amado Boudou annonce qu'un juge américain avait saisi aux États-Unis des réserves de la Banque centrale argentine, d'un montant de 1,7 million de dollars (1,17 million d'euros) ; le père de la juge est l'ex-colonel Luis Alberto Sarmiento, inculpé depuis 2006 pour crimes contre l'humanité commis sous la dictature,.
La démission de Redrado est demandée tant par le FPV que par l'opposition, et celui-ci finit par la donner le 29 janvier 2010, quelques jours avant que la Commission bilatérale ne donne son avis final.
Un nouveau décret DNU, no 298-2010, est promulgué le 1er mars 2010, permettant l'usage des fonds de la Banque centrale pour le remboursement de la dette mais, cette fois-ci, limitée aux créditeurs privés.

##### Questions sociétales
Le 15 juillet 2010, la présidente Cristina Fernández de Kirchner a signé le décret de promulgation de la loi 26.618 (loi du « Matrimonio Igualitario »), qui établit le droit égal au mariage, en Argentine : cette loi autorise le mariage entre personnes de même sexe, l'Argentine devenant ainsi le premier pays à autoriser le mariage entre personnes de même sexe en Amérique latine et le dixième au monde à le faire sur tout son territoire après les Pays-Bas, la Belgique, l'Espagne, le Canada, l'Afrique du Sud, la Norvège, la Suède, le Portugal et l'Islande. L'archevêque de Buenos Aires, Jorge Mario Bergoglio, s'oppose publiquement à cette loi. Il sera élu pape le 13 mars 2013.
En 2012, le droit à changer de sexe à l'état-civil pour les personnes trans est légalisé, puis la PMA en 2013. Toutefois, l'avortement reste interdit.

##### Affaire «Guido Antonini Wilson»
Depuis 2008, le couple Kirchner est impliqué par les médias dans l'affaire Guido Antonini Wilson (es) : un entrepreneur vénézuélien aurait introduit 800 000 dollars à l'instigation du gouvernement du président Hugo Chávez pour financer la campagne présidentielle de Cristina Fernández de Kirchner. La dénonciation venait du FBI et d'un procureur fédéral des États-Unis, ce qui a conduit Chávez et Kirchner à accuser l'administration Bush de s'engager contre la gauche latino-américaine. L'affaire n'a pas vraiment été éclaircie : l'Argentine a demandé l'extradition de Wilson, détenu aux États-Unis, mais celui-ci a accepté de collaborer avec le FBI, et plusieurs agents étrangers ont été accusés aux États-Unis d'être des agents du Venezuela.

##### Réélection en 2011
L'année 2011 est marquée par l'élection générale qui a lieu en octobre. L'organisation de jeunesse Cámpora augmente son influence au sein du gouvernement, où elle entre en compétition avec les structures traditionnelles du Parti justicialiste et de la Confédération générale du travail de la République argentine pour obtenir les postes de bureaux et les candidatures. Cristina Fernández soutient Daniel Filmus comme candidat à la mairie de Buenos Aires. Néanmoins, elle ne précise pas si elle va briguer un second mandat présidentiel, avant de l'annoncer enfin le 21 juin 2011. Elle choisit personnellement la plupart des candidats à la députation, favorisant les membres de la Campora. Durant cette année, elle entre en conflit avec le Brésil, au sujet d'un désaccord sur les quotas commerciaux, et avec les États-Unis, après avoir fait saisir un avion de l'armée américaine.
Avec Amado Boudou sur son ticket pour la vice-présidence, elle est réélue, pour quatre ans, le 23 octobre 2011, dès le premier tour de la présidentielle, avec 53,96 % des voix. Elle entame son second mandat le 10 décembre suivant.
Le 27 décembre 2011, son porte-parole, Alfredo Scoccimarro, annonce que Cristina Fernández de Kirchner est atteinte d'un cancer de la thyroïde, sans métastases, détecté le 22 décembre, et qu'elle va être opérée dès le 4 janvier ; il ajoute que, durant les 20 jours prévus de convalescence, le vice-président Amado Boudou la remplacera à la présidence. Le 7 janvier 2012, il est révélé qu’elle n’est finalement pas atteinte d'un cancer, la présence de cellules cancérigènes n'ayant pas été détectée lors de l'opération.

##### Bilan économique
Les politiques interventionnistes élaborées durant sa présidence, ponctuée par des nationalisations et par un accroissement des dépenses publiques, se traduisent par une situation économique mitigée,. Les inégalités sociales se sont réduites et le PIB a augmenté. La croissance économique du pays, comparable à celle de la Chine au cours de la période 2003-2008, a été atteinte par la crise financière de 2008 et est retombée à environ 3 % par la suite. La politique de développement industriel, malgré des résultats jugés insuffisants, a permis d'éviter la dépendance aux exportations de matières premières. La dette publique, qui représentait 166 % du PIB en 2001, n’en représente plus que 40 % en 2016. Le chômage est tombé à un niveau historiquement bas (7 % en 2016 contre 25 % en 2001).
En 2016, l'inflation s’élève à un niveau élevé (25 % selon les chiffres du FMI), bien que la flexibilité des salaires, harmonisés à l'évolution du taux d'inflation, en atténue les conséquences,,. Le système fiscal instauré sous la dictature n’a pas été modifié. La corruption s’est légèrement accrue d'après l’indice de perception de la corruption de Transparency International,. L’insécurité juridique a également fait fuir des investisseurs.
De vastes politiques sociales ont été mises sur pied et ont fait sensiblement reculer la pauvreté : les aides pour les enfants issus de familles pauvres profitent à trois millions et demi de personnes, le système de crédits pour le logement social en concerne quelque quatre cent mille, et le programme destiné à donner les moyens aux jeunes de poursuivre leurs études compte trois cent mille inscrits. Le système des retraites, qui touche près de 90 % des personnes âgées, est le plus étendu d’Amérique latine.

#### Relations internationales

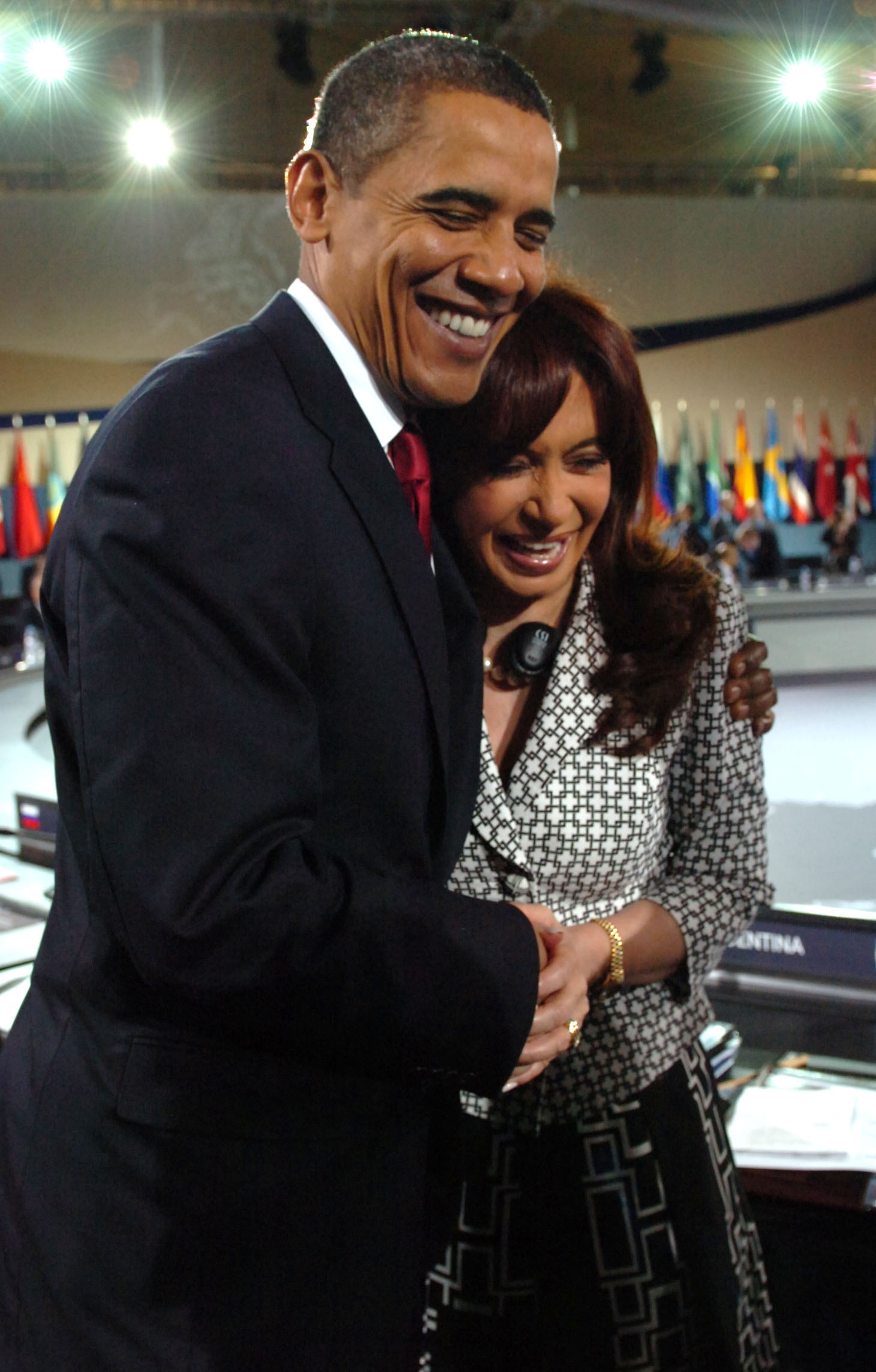
Barack Obama et Cristina Fernández de Kirchner au sommet du G20 tenu à Pittsburgh (États-Unis), en septembre 2009.

Dès le début de son mandat, elle entre en conflit avec le Vatican au sujet d'une dépénalisation de l'avortement et de la création de nouveaux diocèses en Patagonie, que Cristina Fernández de Kirchner acceptait à condition que l'Église y rattache nominalement les Malouines, territoire britannique, ce qui a été refusé par le Pape.
Cristina Fernández de Kirchner signe un accord de coopération en matière de nucléaire avec le Brésil, poursuivant la politique de relance du programme nucléaire argentin initiée en 2006 par Néstor Kirchner. Cette politique énergétique va de pair avec un plan de réduction des dépenses énergétiques ; plusieurs travaux sont prévus à la centrale hydroélectrique de Yacyretá, partagée avec le Paraguay, et des appels d'offres ont été lancés pour la construction de centrales fonctionnant à l'énergie renouvelable, pour une valeur énergétique de 1 500 MW.
Elle continue aussi, avec succès, les négociations avec Cuba afin de permettre à la docteur Hilda Molina de rendre visite à son fils en Argentine, et joue aussi le rôle d'intermédiaire entre le gouvernement d'Uribe et les FARC colombiens. En revanche, les négociations avec le gouvernement uruguayen de Tabaré Vázquez (coalition gouvernementale de gauche) concernant la dite « guerre du papier » n'avancent guère, mais s'améliorent après l'élection, fin 2009, de José Mujica. Par ailleurs, elle s'oppose fermement, comme l'ensemble des pays du Mercosur ainsi que l'Espagne, au coup d'État de juin 2009 au Honduras, et refuse de reconnaître les élections tenues alors qu'un accord préalable prévoyant le retour de Manuel Zelaya au pouvoir avait été renié par les autorités putschistes.

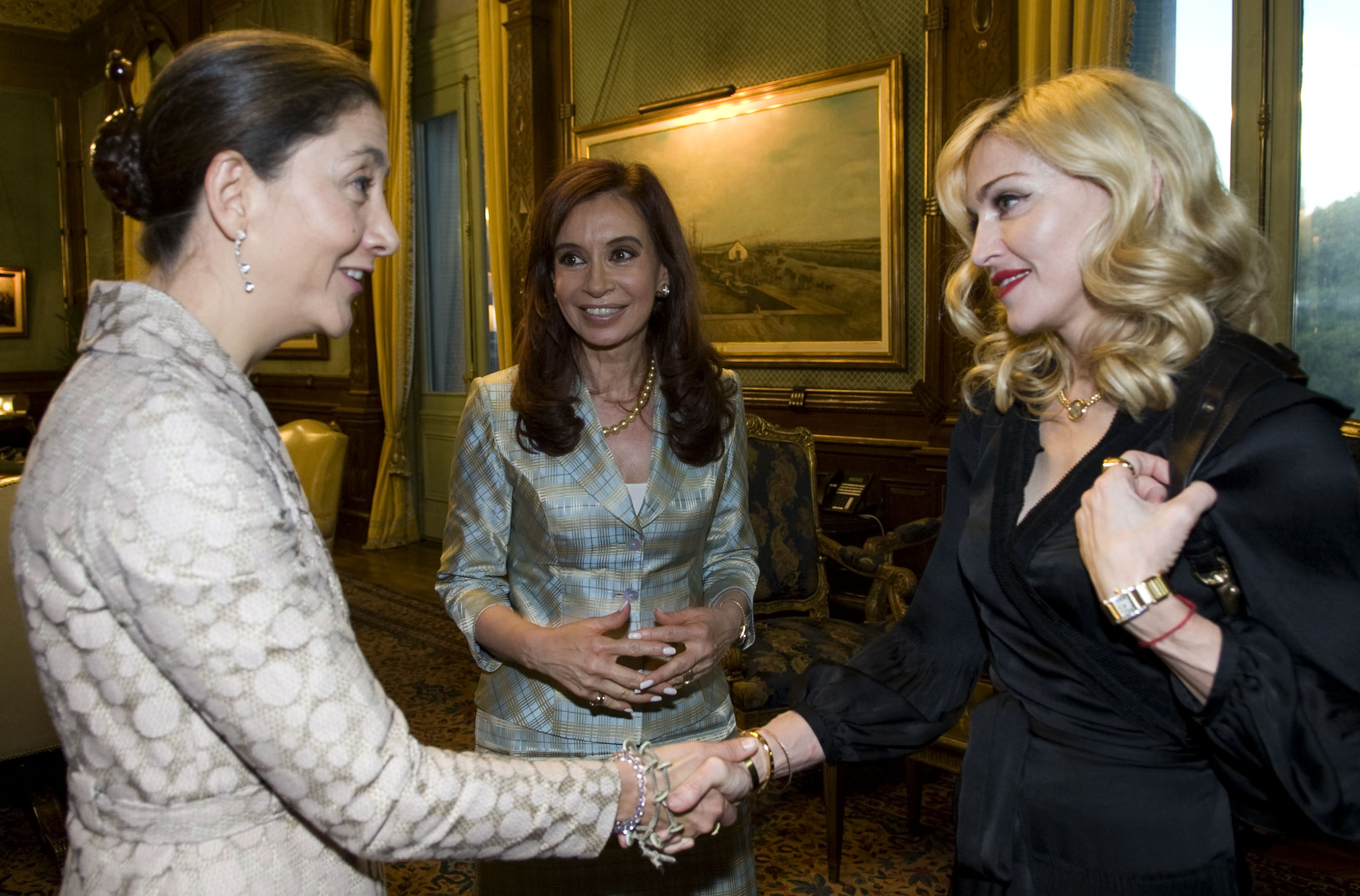
Íngrid Betancourt, Cristina Fernández de Kirchner et Madonna à la Casa Rosada. Le couple Kirchner a été remercié par Betancourt, Clara Rojas et Consuelo González de Perdomo, pour leur rôle dans leur libération.

Enfin, elle réclame, lors du sommet du Mercosur du 24 juillet 2009, la levée des brevets sur les vaccins contre la grippe H1N1, affirmant que le Brésil et l'Argentine sont prêts à les produire alors que les laboratoires détenteurs des brevets n'ont pas la capacité d'approvisionner les pays du Mercosur. Les chefs d'État du « Mercosur amplifié » (Argentine, Brésil, Paraguay, Uruguay, Venezuela, Bolivie et Chili) adoptent le même jour une déclaration à cet effet, qui exige l'adoption des mesures (plus ou moins) prévues par l'ADPIC afin de « flexibiliser » les règles sur les brevets en cas de pandémie,.
Avec son homologue brésilien Luiz Inácio Lula da Silva, elle obtient que la déclaration du G20 de Londres (avril 2009) concernant la crise économique mondiale ne fasse pas référence à la « flexibilité du marché du travail », invoquant les conséquences négatives de celle-ci dans ces pays dans le passé, puis que l'Organisation internationale du travail (OIT) soit présente au sommet du G20 de Pittsburgh (septembre 2009).

### Opposition et retour au Sénat
Lors des élections générales de 2017, elle est élue sénatrice. En août 2018, elle vote en faveur de la légalisation de l'avortement, mais la réforme est rejetée par le Sénat.
Le 18 mai 2019, alors qu’elle était pressentie depuis plusieurs années pour briguer à nouveau la présidence au scrutin présidentiel,, elle annonce briguer la vice-présidence du pays au côté d’Alberto Fernández. La majorité l’accuse de chercher l’immunité judiciaire alors qu’elle est mise en examen dans huit affaires de corruption.
Soutenu par la coalition du Front de tous, le ticket qu'elle forme avec Alberto Fernández l'emporte au premier tour face à celui du président sortant Mauricio Macri.

### Vice-présidente de la Nation

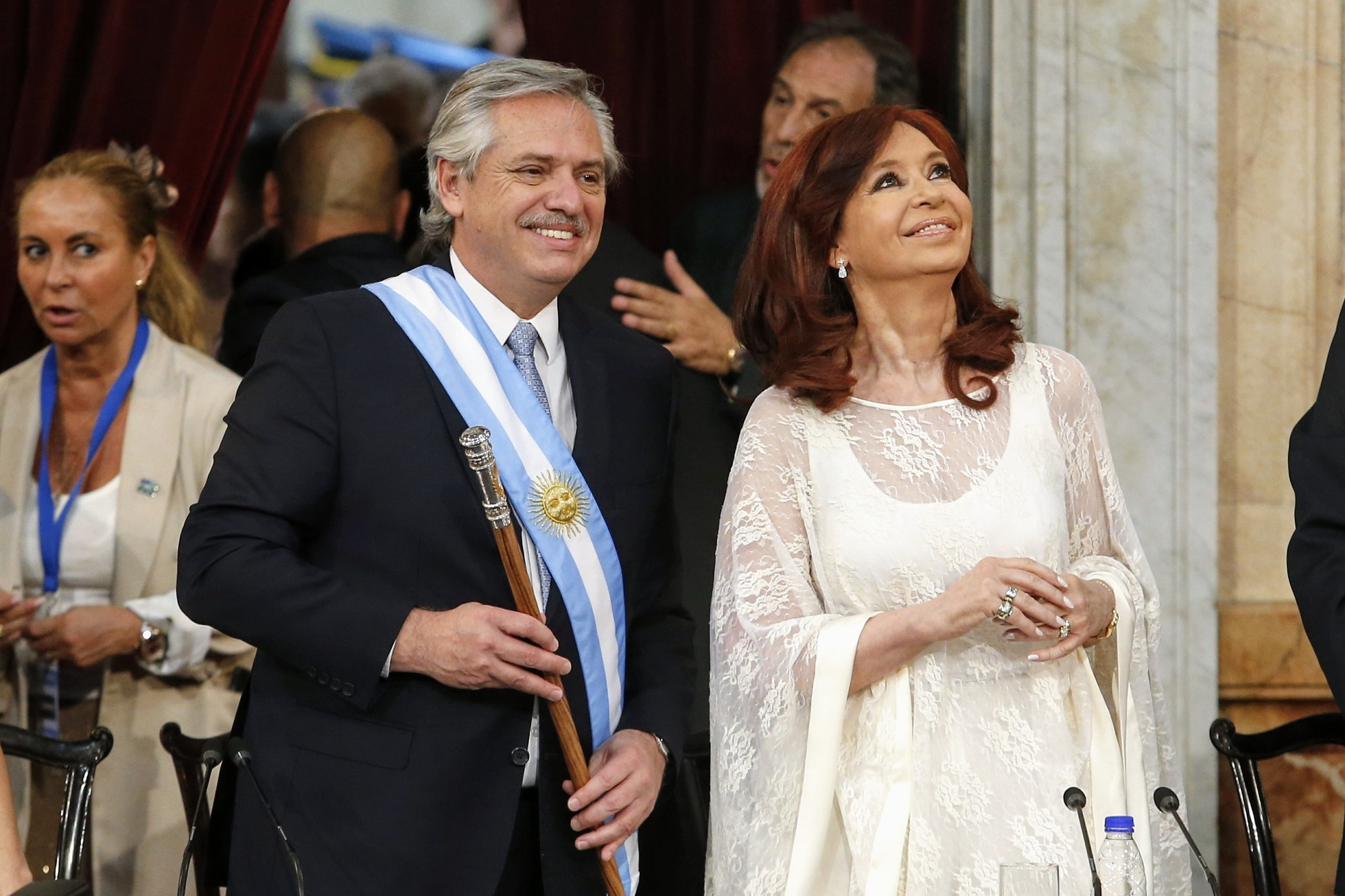
Alberto Fernández et Cristina Fernández de Kirchner lors de leur investiture (10 décembre 2019).

Le 10 décembre 2019, elle est investie vice-présidente de la Nation argentine au côté d'Alberto Fernández, qui devient président de la Nation. Elle est la troisième femme à exercer cette fonction en Argentine, après Isabel Perón et Gabriela Michetti, à qui elle succède.
Durant son mandat, elle fait l'objet de plusieurs poursuites judiciaires, notamment pour des délits financiers. Le 1er septembre 2022, alors qu'elle salue des sympathisants venus la soutenir à son domicile de Buenos Aires après que 12 ans d'emprisonnement ont été requis contre elle, elle échappe à un attentat : Fernando Sabag Montiel, 35 ans, tente de tirer sur elle à bout portant, mais son pistolet s'enraye. Lui et sa compagne sont inculpés pour tentative d'homicide aggravé avec préméditation. Le lendemain, des dizaines de milliers de personnes se sont rassemblées sur la Plaza de Mayo, en soutien à la vice-présidente.
En décembre 2022, elle est condamnée à six ans de prison et à une inéligibilité à vie, mais la peine n'est pas effectuée en raison de son immunité parlementaire. Elle suscite la surprise à cette occasion en annonçant qu'elle ne briguerait plus aucun mandat.
Après sa victoire à l'élection présidentielle de 2023 au sein de la coalition politique de droite à extrême droite La liberté avance, Victoria Villarruel lui succède à la vice-présidence en tant que colistière de Javier Milei. Hostile au nouvel exécutif, Cristina Fernández de Kirchner fait un doigt d'honneur à des militants de Milei juste avant la cérémonie d'investiture.

### Affaires judiciaires
En 2013, faisant suite à une longue enquête du journal La Nación, des soupçons d'évasion fiscale sont portés à l'encontre du couple présidentiel. Le gouvernement dément ces informations. Le magazine français Marianne avance pour sa part que « depuis l'arrivée des Kirchner à la tête de l'État en 2003, leur patrimoine a été multiplié par dix ». La fortune du couple est déclarée chaque année à l'Agence anti-corruption, ce qui est une obligation pour tous les candidats à des postes du législatif et de l’exécutif, toutes les déclarations sont de caractère public.
La mort mystérieuse du procureur général Alberto Nisman le 18 janvier 2015, la veille de son audition par la chambre des députés, alors qu'il accusait la présidente Kirchner d'avoir empêché une enquête sur l'attentat de Buenos Aires en 1994, est imputée par les adversaires politiques de Cristina Fernández de Kirchner à celle-ci,. Néanmoins, la plainte déposée à l'encontre de la présidente au sujet de cette affaire est rejetée par la justice.
Elle est citée (en compagnie de son défunt mari), dans l'affaire des Panama Papers en avril 2016.
En mai 2016, elle est inculpée par un juge, suspectée d'avoir manipulé la banque centrale durant les derniers mois de son mandat présidentiel. En juin, des perquisitions ont lieu dans des propriétés lui appartenant.

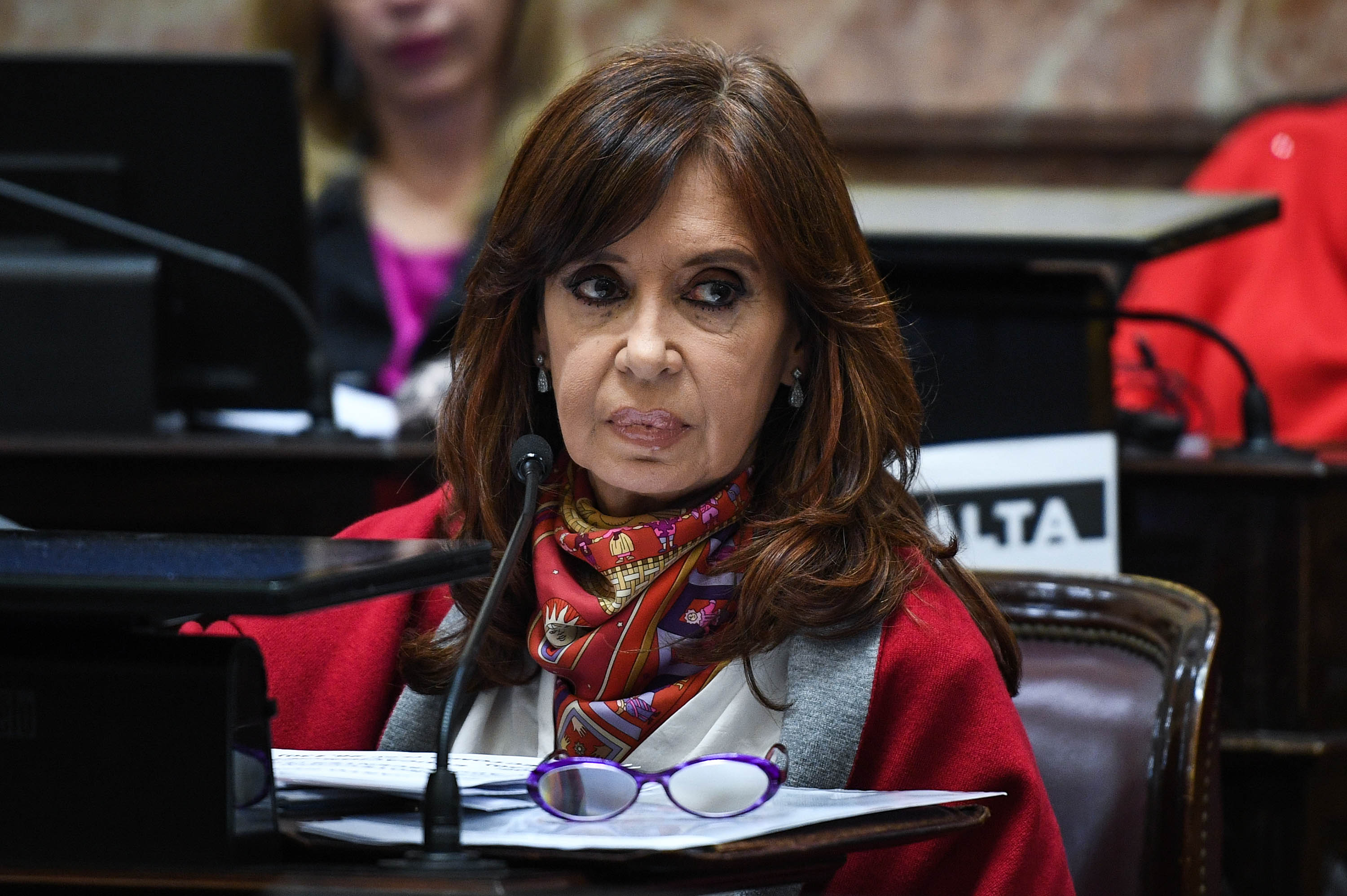
Cristina Fernández de Kirchner en 2018.

En décembre 2017, elle est inculpée pour « trahison », la justice réclamant en outre son incarcération. Il lui est reproché un accord conclu en 2012 avec l'Iran devant permettre à la justice argentine d'auditionner à Téhéran, faute de pouvoir le faire à Buenos Aires, des suspects iraniens de l'attentat de Buenos Aires (1994). Elle accuse en retour le gouvernement conservateur de « manipuler » la justice.
Le 2 mars 2018, elle est renvoyée devant le tribunal pour « corruption », mais étant parlementaire, son immunité lui permet de ne pas être écrouée durant son mandat en cas de condamnation. Le 23 août 2018, la police argentine mène des perquisitions dans deux de ses propriétés à la demande d'un juge qui la soupçonne d'être responsable d'un système de corruption.
En 2019, elle est mise en cause dans une dizaine d’affaires de corruption. Plusieurs de ses proches, dont l’ancien vice-président Amado Boudou, sont emprisonnés pour ce motif. Elle bénéficie, en date de novembre 2020, de non-lieux dans quatre de ces affaires tandis que six autres sont toujours en procédure. En août 2022, un procureur fédéral demande une peine de 12 ans d'emprisonnement contre elle. Dans ce procès, nommé Causa Vialidad, elle est jugée pour association illicite et gestion frauduleuse aggravée, dans le cadre de l’attribution de marchés publics dans la province de Santa Cruz, son fief politique, pendant ses deux mandats de présidente (2007-2015),. En décembre 2022, elle est condamnée à six ans de prison et à une inéligibilité à vie. Elle est reconnue coupable « d'administration frauduleuse » au préjudice de l'État. Son immunité parlementaire la préserve de la prison. Huit de ses douze coaccusés, parmi lesquels un entrepreneur du bâtiment et des ex-responsables de l'organisme des chantiers routiers Vialidad, ont été condamnés à des peines de trois ans et demi à six ans de prison. Cristina Kirchner se dit victime d’« un peloton d’exécution médiatique et judiciaire ». Dans un communiqué, la présidence argentine condamne une « persécution juridique et médiatique », assurant qu’« aucun des actes imputés à la vice-présidente n’a été prouvé ».
Le jugement a fortement polarisé le pays. Une partie de la population, représentée par le quotidien conservateur La Nación, se réjouit : « Durant quatorze ans au moins, la politique et la société argentines n'ont pu parler que de la supposée corruption des époux Kirchner et de plusieurs de leurs collaborateurs [...]. Il y a eu plusieurs avancées significatives dans plusieurs affaires judiciaires. Mais aucune aussi importante que celle de l'après-midi torride de ce mardi. [...]. Il s'agit d'un fait transcendant pour la démocratie argentine. » Au contraire, les partisans de l'ancienne présidente, dont le quotidien de gauche Página/12, dénoncent un « procès politique » et compare son cas à celui du brésilien Lula et du bolivien Evo Morales. Plus globalement, la justice souffre d'un grand déficit de confiance dans le pays, et beaucoup d'Argentins l'accusent d'être soumise aux pressions politiques, médiatiques et économiques.
En septembre 2023, la Chambre fédérale de cassation pénale rouvre deux procédures contre Cristina Fernández de Kirchner : dans une affaire de blanchiment (affaire de « Los Sauces ») et dans une affaire d’entrave à la justice au profit de l'Iran. En novembre 2023, une dizaine de jours avant la fin de son mandat de vice-présidente et donc de son immunité, la cour d’appel fédérale de Buenos Aires annule également un non-lieu prononcé en sa faveur, ce qui rouvre une enquête pour détournements de fonds destinés aux travaux publics dans la province de Santa Cruz, fief des époux Kirchner (affaire de « la route de l’argent K »). Le 13 novembre 2024, la Cour de cassation confirme la peine de six ans de prison prononcée contre Cristina Kirchner pour « fraude » et « corruption ». Le 10 juin 2025, dans le cadre de la Causa Vialidad, la Cour suprême Argentine confirme les décisions des première et deuxième instances, reconnaissant ainsi Cristina Kirchner coupable d'administration frauduleuse d'octroi de marchés publics en matière de voirie publique dans la province de Santa Cruz. Elle est définitivement condamnée à 6 ans de prison sans sursis et à l'inéligibilité à vie.
Le 6 décembre 2024, la Cour suprême de justice d'Argentine rejette la demande de la défense et confirme que Cristina Kirshner aura un procès, pour l'affaire du mémorandum avec l'Iran.